# Ivanhoe (film, 1913)
Ivanhoe, amerikansk stumfilm från 1913 baserad på en pjäs av Frederick och Walter Melville.

## Om filmen
Pjäsen som filmen baseras på baserar sig i sin tur på Walter Scotts roman Ivanhoe.
Filmen är inspelad i Chepstow, Monmouthshire, Wales. Den hade premiär i USA den 22 september 1913.
En kopia av filmen förvaras på Museum of Modern Art i New York.

## Rollista
- King Baggot - Wilfred av Ivanhoe
- Leah Baird - Rebecca av York
- Herbert Brenon - Isaac av York
- Evelyn Hope - Lady Rowena
- Walter Craven - Rikard Lejonhjärta
- Wallace Widdicombe - Sir Brian de Bois Boeuf
- Walter Thomas - Robin Hood
- Wallace Bosco - Sir Cedric, Ivanhoes far
- Herbert Brenon - Elgitha
- Jack Bates - Reginald Front-de Boeuf
- R. Hollies - Broder Tuck
- George Courtenay - Prins John
- William Calvert - Gurth
- A.J. Charlwood - Athelstane
- Maurice Norman - Wamba, gycklaren